# Iglesia de Santo Domingo (Cartagena)
La iglesia castrense de Santo Domingo es un templo católico situado en la calle Mayor de la ciudad española de Cartagena (Región de Murcia).

## Historia
La iglesia se levantó como un apéndice del convento de San Isidoro, construido en 1580 para ser ocupado por la orden mendicante de los dominicos. En 1690 la cofradía de los marrajos añadió una capilla, que utilizó como sede y salida de la procesión del Viernes Santo.
Entrado el siglo XIX, la iglesia fue utilizada en 1823 como caballeriza de las tropas francesas durante la intervención de los Cien Mil Hijos de San Luis en favor del absolutismo, y el 25 de julio de 1835 el convento se vio afectado por el real decreto, por el que se ordenó la supresión de las propiedades conventuales. Esta resolución entraba dentro del contexto de la inminente desamortización del presidente Juan Álvarez Mendizábal (1836), de forma que se traspasó el convento como propiedad privada a la familia Picó (que levantaría la desaparecida botica de la calle Mayor), quedando únicamente como propiedad eclesiástica el templo.
Para 1875 la iglesia estaba bajo la protección de la Armada Española y el patronazgo de San Fernando, si bien con el tiempo se cambió a este por Santo Domingo, que ha prevalecido hasta la actualidad. Durante la Guerra Civil sufrió importantes daños que la inhabilitaron para el uso por los cofrades marrajos en Semana Santa.
Ha sufrido importantes remodelaciones y restauraciones a lo largo de su existencia, la última en 1973, que se hizo notar en la totalidad de la iglesia. Hoy en día esta es completamente funcional bajo el Arzobispado Castrense.

## Arquitectura
La iglesia consiste en una nave rectangular con muros de ladrillo y dos grandes capillas en el lado de la Epístola, la perteneciente a los marrajos, y la de la antigua cofradía del Rosario.
El arco triunfal que separa el presbiterio del resto de la nave es de medio punto, predominando este estilo en el resto de arcos y las capillas, encontrándonos también estas rebajadas y peraltadas. La cubierta de la nave central es de bóveda de cañón, al igual que la capilla mayor. A los pies se sitúa el coro y la torre-campanario, cuya estructura es de un cuerpo y dos vanos.
La parte más destacada del templo es la capilla marraja, construida en 1690 y reformada en el siglo XVIII, de planta cuadrada y con una cúpula levantada sobre pechinas ricamente decoradas con molduras y estucos de tonos blancos y cremas. Además se muestra un hermoso retablo dieciochesco de madera policromada en el que se pueden ver algunas piezas de imaginería de la cofradía, en especial del escultor valenciano José Capuz.